# Olivier Hussenot
Pour les articles homonymes, voir Hussenot.
Olivier Hussenot est un acteur français, né le 10 août 1913 dans le 19e arrondissement de Paris et mort le 25 août 1978 à Boulogne-Billancourt.
Époux d'Anne-Marie Saussoy (1913-1998), il est le père de l'actrice Noëlle Hussenot.

## Biographie
Olivier Hussenot naît en 1913 sous le nom d'état-civil de Olivier Marie André Hussenot-Desenonges, dans une famille d'ancienne bourgeoisie parisienne originaire de Lorraine issue de Sébastien Hussenot, né en 1654 , bourgeois de Dombasle-devant-Darney. Jean-Dominique Hussenot (1742-1821) prit le nom de sa terre de Senonges (Vosges), abandonné sous la Révolution française. Ses descendants sont autorisés, par décret du 18 décembre 1873, à porter le nom de Hussenot-Desenonges (armoiries de la famille Hussenot : de gueules au pal d'argent chargé d'un trèfle de gueules).
Olivier Hussenot apprend son métier dès 1931 avec les Comédiens routiers, troupe issue du scoutisme. Avec ses camarades, il apprend le mime, l’expression corporelle et l’improvisation sur le jeu classique. Au cours de cette période de formation, il rencontre Jean-Pierre Grenier avec lequel il fonde, en 1946, la compagnie Grenier-Hussenot qui, jusqu’en 1957, va monter quelques-uns des plus grands succès du théâtre contemporain. Rosy Varte, Jean Rochefort, les Frères Jacques, entre autres, firent leurs débuts chez Grenier-Hussenot, qu'Yves Robert a appelé la troupe-liberté.
Au cinéma, le comédien sera souvent inspecteur ou commissaire (La Belle Image, Maigret tend un piège, Nina…), mais son regard exprime plus de compréhension que de sévérité, comme dans Trois Télégrammes, le film qui le fit connaître. Hussenot fut cantonné, à l’écran, dans des emplois de second plan. Il trouva néanmoins dans Le Dimanche de la vie, qu’il adapta lui-même du roman de Raymond Queneau, un personnage de bourgeois bête et méchant dont la noirceur contraste avec la bonhommie de nombre de ses rôles.
À partir du milieu des années 1950, Oliver Hussenot enregistre plusieurs disques en tant que récitant, principalement pour le label Philips.

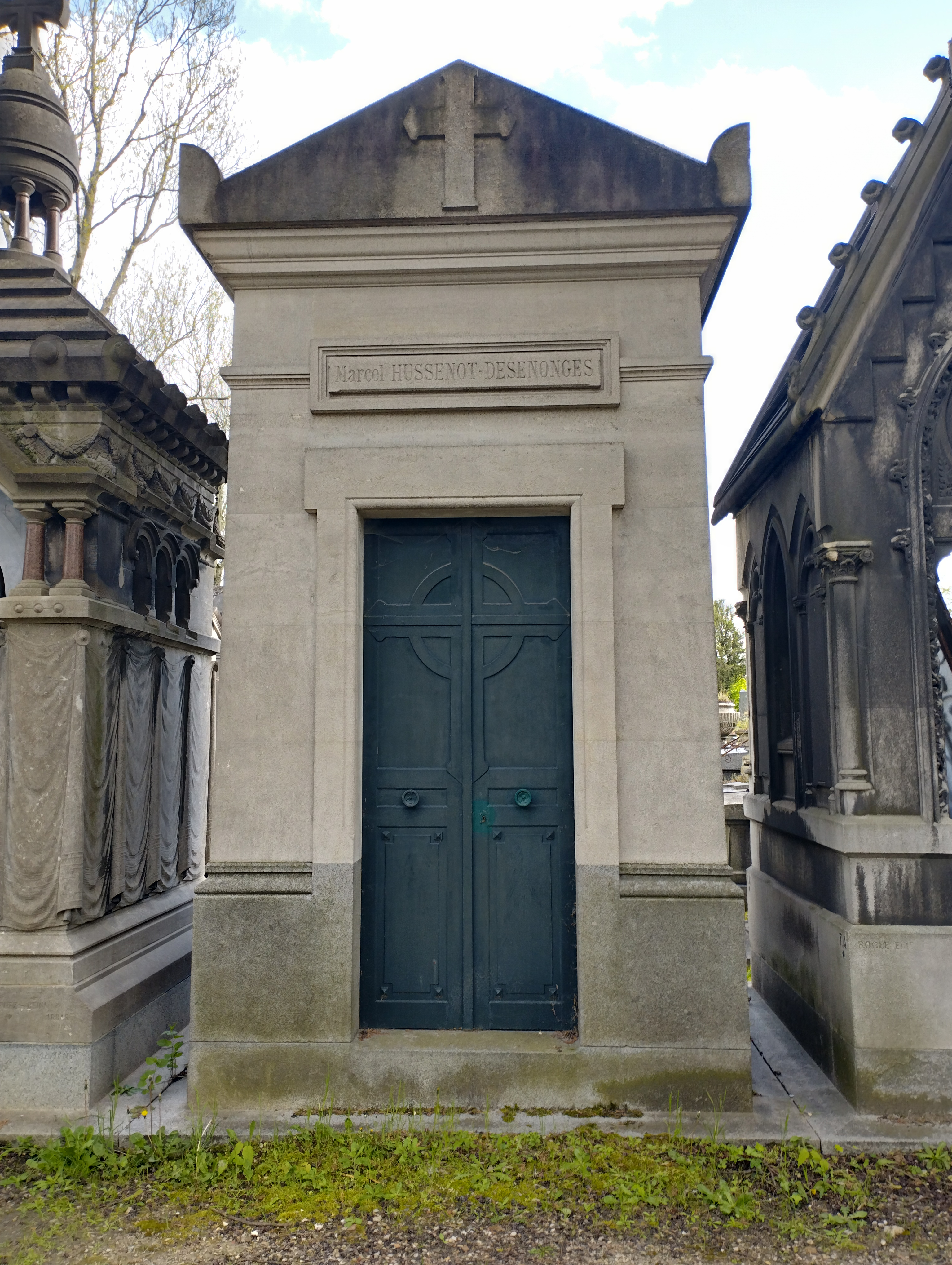
Tombe d'Olivier Hussenot au cimetière du Père-Lachaise (division 92).

Son autobiographie, Ma vie publique en six tableaux, a été publiée en 1978 chez Denoël.
Raymond Queneau disait de lui : « Olivier Hussenot a un visage qui voyage. Il est fait de fines ruelles ou de petits ruisseaux qui se croisent ou s'étirent et l'aident à mieux sourire, à mieux rire, à mieux guider, mieux conseiller. Certains voudront peut-être baptiser du nom de 'rides' ces quelques lignes qui s'amusent sur son visage ? Soit ! mais alors que ces 'certains-là' sachent que ce sont des rides de théâtre… les plus difficiles à acheter. »
Il est inhumé au cimetière du Père-Lachaise (division 92).

## Théâtre
. 1936 :  Une aventure de Babar de Jean de Brunhoff et Léon Chancerel, mise en scène Léon Chancerel, compagnie des Comédiens Routiers
- 1938 : Les Fourberies de Scapin de Molière, mise en scène Léon Chancerel, Comédiens routiers
- 1945 : Les Gueux au paradis de Gaston-Marie Mertens, Studio des Champs-Élysées, Comédie des Champs-Élysées
- 1948 : L’Étranger au théâtre d'André Roussin, mise en scène Yves Robert, La Rose Rouge
- 1949 : Les Gaités de l'escadron de Georges Courteline, mise en scène Jean-Pierre Grenier, théâtre de la Renaissance
- 1950 : L’Étranger au théâtre d'André Roussin, mise en scène Yves Robert, Cabaret Chez Gilles
- 1952 : Philippe et Jonas d'Irwin Shaw, mise en scène Jean-Pierre Grenier, théâtre de la Gaîté-Montparnasse
- 1953 : Les Images d’Épinal d'Albert Vidalie, mise en scène Jean-Pierre Grenier, Cabaret La Fontaine des Quatre-Saisons
- 1954 : Responsabilité limitée de Robert Hossein, mise en scène Jean-Pierre Grenier, théâtre Fontaine
- 1954 : L’Amour des quatre colonels de Peter Ustinov, adaptation Marc-Gilbert Sauvajon, mise en scène Jean-Pierre Grenier, théâtre Fontaine
- 1955 : Les Petites Filles modèles d'Albert Vidalie et Louis Sapin, mise en scène Jean-Pierre Grenier, Cabaret La Fontaine des Quatre-Saisons
- 1956 : Nemo d'Alexandre Rivemale, mise en scène Jean-Pierre Grenier, théâtre Marigny
- 1956 : L'Hôtel du libre échange de Georges Feydeau, mise en scène Jean-Pierre Grenier, théâtre Marigny
- 1957 : La Visite de la vieille dame de Friedrich Dürrenmatt, mise en scène Jean-Pierre Grenier, théâtre Marigny
- 1959 : Les Trois Chapeaux claque de Miguel Mihura, mise en scène Olivier Hussenot, théâtre de l'Alliance française
- 1959 : Le Cœur léger de Samuel Taylor et Cornelia Otis Skinner, mise en scène Jacques Charon, théâtre de l'Athénée
- 1960 : Les Femmes savantes de Molière, mise en scène Jean Meyer, théâtre du Palais Royal
- 1960 : La Petite Datcha de Vasiliei Vasil'evitch Chkvarkin, mise en scène René Dupuy, théâtre Daunou
- 1961 : La Nuit des rois de William Shakespeare, mise en scène Jean Le Poulain, théâtre du Vieux-Colombier
- 1962 : Les Femmes savantes de Molière, mise en scène Jean Meyer, théâtre du Palais Royal
- 1962 : Architruc de Robert Pinget, mise en scène Georges Peyrou, Comédie de Paris
- 1962 : Trencavel de Robert Collon, mise en scène Jean Mercure, théâtre Montparnasse
- 1962 : Ève et Line de Luigi Pirandello, mise en scène Pierre Franck, théâtre des Bouffes-Parisiens
- 1963 : Mary, Mary de Jean Kerr, mise en scène Jacques-Henri Duval, théâtre Antoine
- 1964 : Rebrousse-poil de Jean-Louis Roncoroni, mise en scène Pierre Fresnay, théâtre de l'Œuvre
- 1965 : Version grecque de Marc-Gilbert Sauvajon, mise en scène Jacques-Henri Duval, théâtre Montparnasse
- 1967 : La Mouette d'Anton Tchekhov, mise en scène Sacha Pitoëff, théâtre Moderne
- 1968 : Dans le vent de Roger Planchon, mise en scène Roger Planchon, Théâtre de la Cité Villeurbanne
- 1968 : La Dame de Chicago de Frédéric Dard, mise en scène Jacques Charon, théâtre des Ambassadeurs
- 1968 : Rossignol à dîner de Josef Topol, mise en scène Dominique Houdart, Théâtre Le Kaléidoscope
- 1969 : Le Mariage de Figaro de Beaumarchais, mise en scène Jean Meyer, théâtre des Célestins
- 1969 : L'Ascenseur électrique de Julien Vartet, mise en scène Roland Piétri, théâtre de la Renaissance
- 1970 : Et à la fin était le bang de René de Obaldia, mise en scène Michel de Ré, Festival de Vaison-la-Romaine
- 1971 : Roméo et Juliette de William Shakespeare, mise en scène Marcel Maréchal et Bernard Ballet, théâtre national de l'Odéon
- 1971 : La Folle de Chaillot de Jean Giraudoux, mise en scène Michel Fagadau, Festival de Bellac
- 1971 : Un songe pour une nuit d'été de Michel de Ré, mise en scène de l'auteur, Festival de Vaison-la-Romaine
- 1971 : Turandot ou le Congrès des blanchisseurs de Bertolt Brecht, mise en scène Georges Wilson, TNP théâtre de Chaillot
- 1972 : Santé publique de Peter Nichols, mise en scène Jean Mercure, théâtre de la Ville
- 1972 : Mangeront-ils ? de Victor Hugo, mise en scène Mario Franceschi, Festival du Marais
- 1972 : Identité de Robert Pinget, mise en scène Yves Gasc, Petit Odéon
- 1973 : L'Île pourpre de Mikhaïl Boulgakov, mise en scène Jorge Lavelli, théâtre de la Ville
- 1974 : Sur le fil de Fernando Arrabal, mise en scène Pierre Constant, Festival d'Avignon
- 1976 : Mangeront-ils ? de Victor Hugo, mise en scène Mario Franceschi, théâtre La Bruyère

## Filmographie

### Cinéma

#### Longs métrages
- 1948 : Les Dieux du dimanche de René Lucot : Félix
- 1949 : Le Parfum de la dame en noir de Louis Daquin
- 1949 : Histoires extraordinaires de Jean Faurez : Truffault
- 1949 : Le Jugement de Dieu de Raymond Bernard : Gaspard Bernauer
- 1949 : Miquette et sa mère d'Henri-Georges Clouzot : Frédé
- 1949 : La Soif des hommes de Serge de Poligny
- 1950 : La Marie du port de Marcel Carné : Le deuxième oncle de Marie
- 1950 : Trois Télégrammes d'Henri Decoin : Le commissaire de police
- 1950 : Atoll K de Léo Joannon : Le commandant
- 1950 : Fusillé à l'aube de André Haguet : Marcel Berthier, l'agent 24
- 1951 : Caroline chérie de Richard Pottier : Un commissaire
- 1951 : La Belle Image de Claude Heymann : Un commissaire
- 1951 : Le Voyage en Amérique de Henri Lavorel : Soalhat, le jardinier
- 1951 : Monsieur Fabre de Henri Diamant-Berger
- 1951 : Rendez-vous à Grenade de Richard Pottier : Le chauffeur
- 1952 : Fanfan la Tulipe de Christian-Jaque : Le soldat Tranche-Montagne
- 1952 : Les Dents longues de Daniel Gélin : André maurienne, le chroniqueur judiciaire
- 1952 : Le Rideau rouge ou Ce soir on joue Mac-Beth d'André Barsacq : L'inspecteur adjoint
- 1952 : Ouvert contre X de Richard Pottier
- 1952 : Les amours finissent à l'aube d'Henri Calef : le docteur Dufour
- 1952 : La Jeune Folle de Yves Allégret : le colleur d'affiches
- 1953 : La Vierge du Rhin de Gilles Grangier : Meister, le capitaine de la péniche
- 1954 : Mam'zelle Nitouche d'Yves Allégret : un autre maréchal des logis
- 1954 : Obsession de Jean Delannoy : Louis Bernardin
- 1954 : Après vous, duchesse de Robert de Nesle
- 1955 : Frou-Frou de Augusto Genina
- 1955 : Les Grandes Manœuvres de René Clair : le préfet qui marie sa fille
- 1955 : Les Hommes en blanc de Ralph Habib : Thésée
- 1955 : Je suis un sentimental de John Berry : Michel Gérard, le condamné à tort
- 1955 : Boulevards de Paris : Bedevilled de Mitchell Leisen
- 1955 : Milord l'Arsouille d'André Haguet : Edward, le valet de Seymour
- 1956 : La Meilleure Part d'Yves Allégret : Colombin, le magasinier
- 1957 : Pot-Bouille de Julien Duvivier : M. Josserand
- 1958 : Maigret tend un piège de Jean Delannoy : l'inspecteur Lagrume
- 1958 : Les Racines du ciel de John Huston : Baron
- 1958 : Le Train de 8h47 de Jack Pinoteau - inachevé
- 1958 : Nina de Jean Boyer : un inspecteur
- 1958 : Les Amants de demain de Marcel Blistène : l'agent de police
- 1960 : Une gueule comme la mienne de Frédéric Dard : M. Bloit
- 1960 : Crésus de Jean Giono : un policier
- 1960 : Les Scélérats de Robert Hossein : Arthur Martin
- 1961 : Dans l'eau qui fait des bulles de Maurice Delbez : le commissaire Guillaume
- 1961 : Donnez-moi dix hommes désespérés de Pierre Zimmer
- 1962 : La Vendetta de Jean Chérasse : M. Lauriston
- 1962 : À fleur de peau de Claude Bernard-Aubert
- 1964 : Les Durs à cuire de Jack Pinoteau : le directeur du théâtre
- 1964 : Le Coup de grâce  de Jean Cayrol et Claude Durand : Germain
- 1964 : Merveilleuse Angélique de Bernard Borderie
- 1965 : Duel à Rio Bravo (Desafio en Rio Bravo) de Tulio Demicheli : le juge
- 1966 : Le Chien fou d'Eddy Matalon : Charlie
- 1967 : Le Dimanche de la vie de Jean Herman : Paul Brélugat - également scénariste
- 1968 : Astérix et Cléopâtre, dessin animé de René Goscinny et Albert Uderzo (voix)
- 1968 : La Puce à l'oreille  de Jacques Charon : Louis, l'oncle de Max
- 1970 : Ils de Jean-Daniel Simon
- 1970 : Macédoine de Jacques Scandelari
- 1970 : L'Escadron Volapük de René Gilson : Le capitaine Hurluret
- 1972 : Le Sourire vertical de Robert Lapoujade : Doux Donnie
- 1972 : Pas folle la guêpe de Jean Delannoy : Maître Weidman
- 1972 : Un meurtre est un meurtre de Étienne Périer : le notaire
- 1973 : Un nuage entre les dents de Marco Pico : le petit vieux
- 1973 : Le Sourire vertical de Robert Lapoujade
- 1974 : Antoine et Sébastien de Jean-Marie Périer : M. Géraldi
- 1974 : Pourvu qu'on ait l'ivresse de Rinaldo Bassi : le vieux prêtre
- 1978 : La Part du feu de Étienne Périer : le notaire
- 1978 : Les Fabuleuses Aventures du légendaire baron de Münchhausen, dessin animé de Jean Image (voix)

#### Courts métrages
- 1946 : Un rigolo de Georges Chaperot
- 1964 : Elle est à tuer de Dossia Mage
- 1978 : La Mort d'un vieux de Xavier Pacull
- 1978 : La Magnitude du bout du monde de Jean-Claude Boussard

### Télévision
- 1954 : Une enquête de l'inspecteur Grégoire :
  - épisode La Dame de Pont-Saint-Maxence de Pierre Viallet
  - épisode La Partie de cartes de Marcel Bluwal
  - épisode Meurtre inutile de Lazare Iglesis
- 1962 : Les Trois Chapeaux claques, téléfilm de Jean-Pierre Marchand : Don Rosario
- 1964 : Les Beaux Yeux d'Agatha de Bernard Hecht
- 1964 : L'Abonné de la ligne U de Yannick Andréi
- 1964 : Commandant X - épisode : Le Dossier Saint Mathieu de Jean-Paul Carrère
- 1965 : Le Bonheur conjugal de Jacqueline Audry
- 1965 : Une chambre à louer de Jean-Pierre Desagnat et Hélène Misserly
- 1966 : Le Trompette de la Bérésina de Jean-Paul Carrère
- 1970 : Le Fauteuil hanté, réalisé par Pierre Bureau
- 1973 : Joseph Balsamo d'André Hunebelle : Jean-Jacques Rousseau
- 1973 : Les Nouvelles Aventures de Vidocq, épisode "Vidocq et compagnie" de Marcel Bluwal
- 1974 : Le deuil sied à Électre de Maurice Cazeneuve d'après Eugène O'Neill :  Seth
- 1974 : Jean Pinot, médecin d'aujourd'hui de Michel Fermaud
- 1976 : Messieurs les jurés : L'Affaire Périssac d'André Michel : Germain Lucas
- 1979 : La Lumière des Justes : Mr Lesur

## Discographie
- 1956 : Images de Don Quichotte (Philips)
- 1957 : Une Aventure de Babar  de Jean de Brunhoff et Léon Chancerel ( Lucien Adès.Le Petit Ménestrel, ALB 30)
- 1957 : Les Contes de Charles Perrault - 1 : Le Chat Botté et Le Petit Chaperon Rouge (Philips)
- 1957 : La Belle au Bois Dormant (Philips)
- 1959 : Le Petit Poucet - Barbe Bleue (Philips)
- 196? : Rencontre Avec Molière, Les Femmes Savantes (Philips)
- 1972 : Pinocchio - (CBS)
- 1973 : Federico García Lorca / Robert Desnos (Disques Adès)

## Radio
- 1937 : Les Aventures de Lududu, Radio-Luxembourg

## Publication
- 1978 : Olivier HUSSENOT, ma vie publique en six tableaux[4]